# Wzgórze-Leśniczówka
Wzgórze-Leśniczówka – osada leśna w Polsce położona w województwie mazowieckim, w powiecie pułtuskim, w gminie Obryte.